# ティーン (企業)
株式会社ティーンは、日本のアーティスト・タレント・俳優・女優・声優・モデルのマネジメントや新人開発、音楽・映像コンテンツの企画制作・発売、番組制作、フェス・舞台公演主催などをホールディングス全体で行う、総合エンターテインメント企業である。
音楽スタジオの運営も手がけている。関連会社では、ユニバーサル・ミュージックと提携したメジャーレーベルを持ち、ものまねメイクファンタジスタ「ざわちん」のCDリリース、『春香クリスティーン』『たんぽぽ』『椿鬼奴』などとジャケットコラボレーションしたCDのリリース、東京ボーイズコレクションへのイベント出演や、テレビ東京系「ムシキング」アニメ「ちょこッとSister」などを担当したアーティストも排出する。
2015年には、イオンとコラボレーションしたダンスコンテストを開催した。
女優×音楽アーティスト、モデル×タレントといった複合型タレントの輩出に力を入れている。

## 所属アーティスト
※2022年2月現在
- AxA
- BUZOO
- Chizuru x Ready Candy Camp
- MOJO feat.A.J
- きゅい〜ん'ズ
- Ready Candy Camp
- 高梨マリアーニ